# Monument a Ruperto Chapí
El Monument a Ruperto Chapí està situat a Villena (Alt Vinalopó), en el Passeig de Chapí, en la zona que anteriorment havia ocupat La Granota. El va construir en l'any 1947 l'escultor villener Antonio Navarro Santafé com a homenatge al genial música, també nat a la ciutat de Villena.
Després de diversos projectes presentats per Navarro Santafé, l'ajuntament i l'Ateneo Cultural "Ruperto Chapí" es van decidir pel model que avui es pot contemplar. L'obra està esculpida amb pedra de Monòver i de la serra del Morrón, i està presidida per una escultura sedent de Chapí (amb un gran paregut), al qual hi rodegen figures al·legòriques de dues obres seues: les sarsueles "La Bruja" i "La Revoltosa", a la dreta.
En l'any 1998 i atès al notable deteriorament de la pedra, es va substituir aquesta per la rèplica actual en bronze, tot passant l'escultura original a presidir el vestíbul del, llavors recent inaugurat, Teatre Chapí.